# سان پیترو این چرو
سان پیترو این چرو (به ایتالیایی: San Pietro in Cerro) یک کومونه در ایتالیا است که در استان پیاچنزا واقع شده‌است. سان پیترو این چرو ۲۷٫۵ کیلومتر مربع مساحت و ۹۶۲ نفر جمعیت دارد.